# Harmonia Caelestis
Harmonia Caelestis ist ein Roman des ungarischen Schriftstellers Péter Esterházy aus dem Jahr 2000. Auf gut 900 Seiten stellt das Werk eine umfangreiche künstlerisch anspruchsvolle Rechenschaft des Dichters über sich und sein ausgebreitetes Magnatenhaus sowie eine kunstvoll geschachtelte und informative Geschichte Ungarns und der Habsburger Doppelmonarchie dar. 
Die Esterházys waren über Jahrhunderte große Kunstmäzene, beispielsweise schrieb Joseph Haydn viele Werke im Auftrag der Esterházys, auf deren Schlössern er annähernd dreißig Jahre lebte. Der Roman thematisiert aber auch die beiden Weltkriege, die kommunistischen Herrschaft und die gesellschaftlichen Umwälzungen nach dem Ungarnaufstand 1956 für die Familie Esterházy.

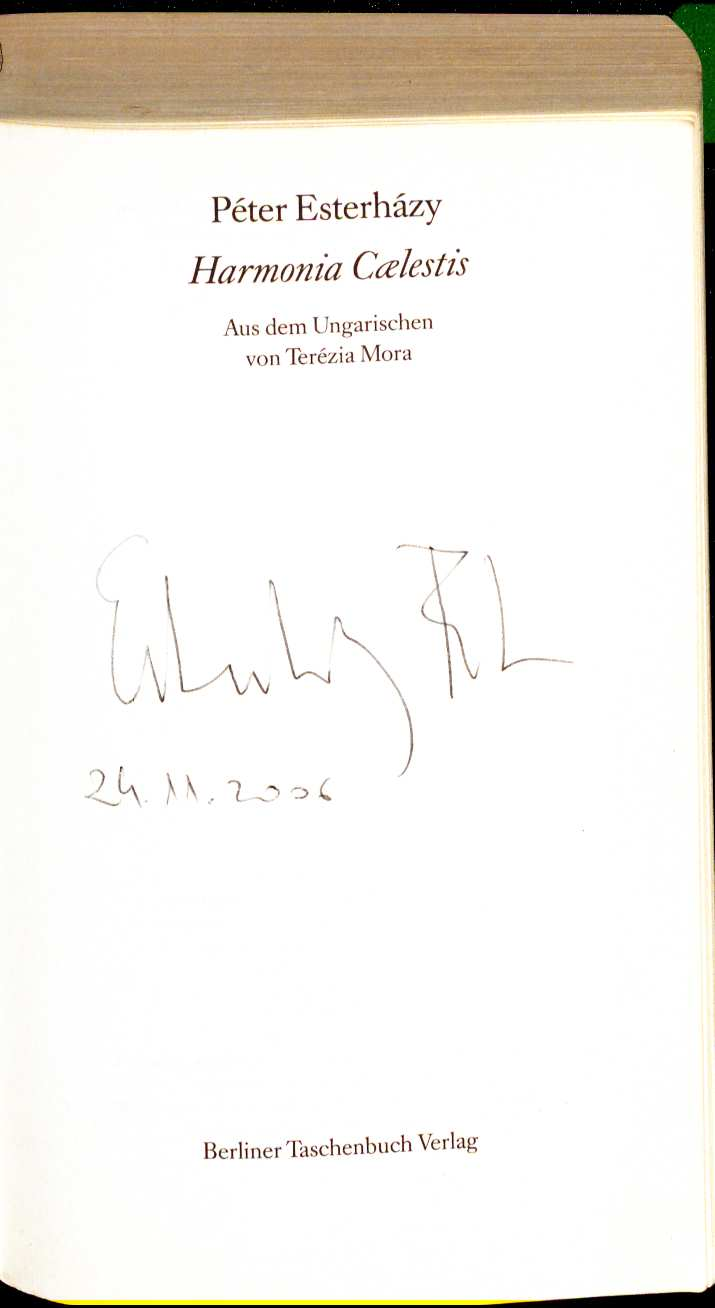
Signatur von 2006

Ebenfalls unter dem Titel Harmonia Caelestis veröffentlichte bereits 1711 der komponierende Fürst Paul I. Esterházy de Galantha 55 kirchliche Kantaten für Singstimmen und Instrumente.

## Auszeichnungen
- 2001: Sandor-Marai-Preis
- 2008: Angelus-Preis[2]